# Eleutherna

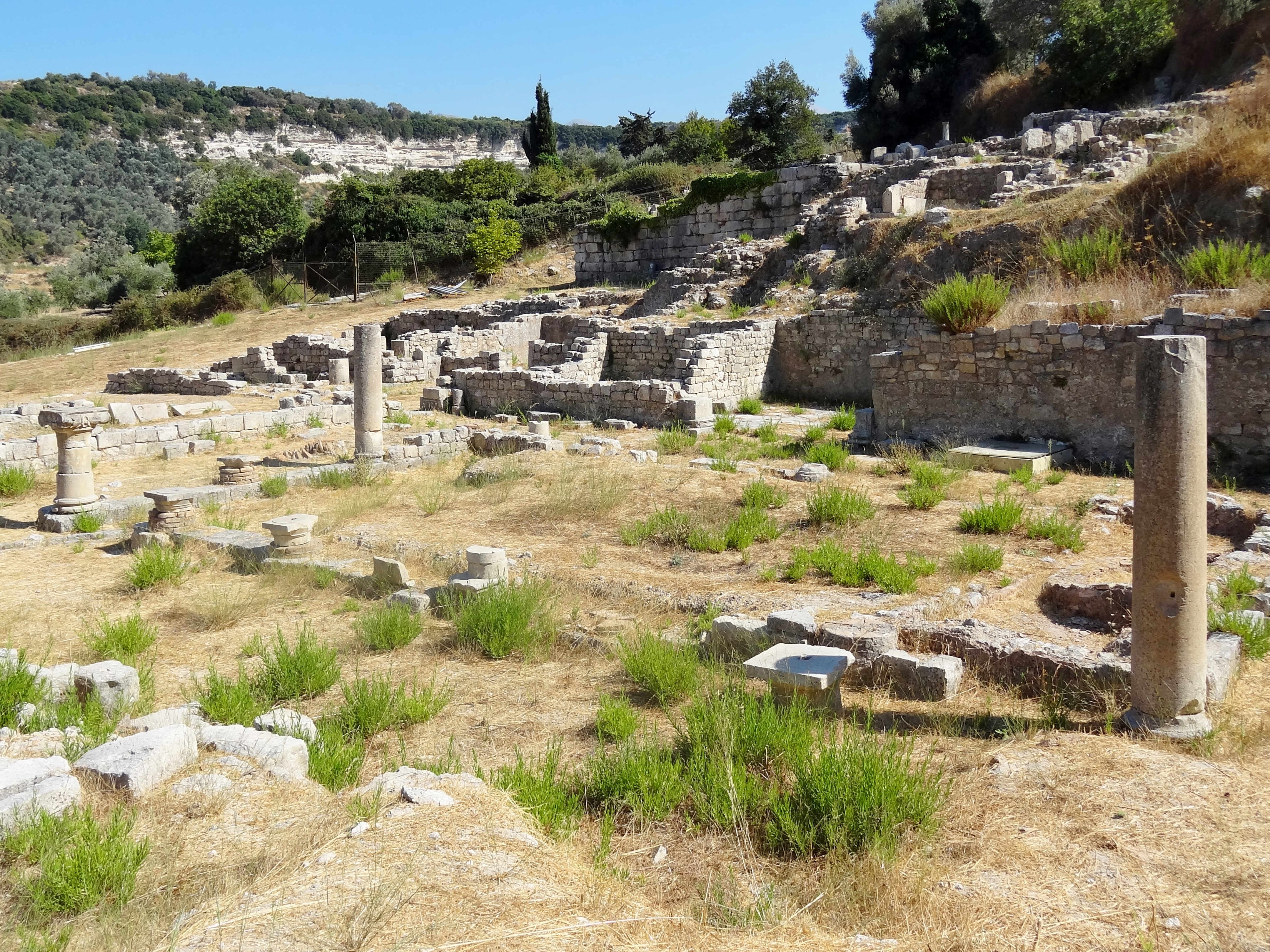
Ausgrabungsstätte von Katsivelos

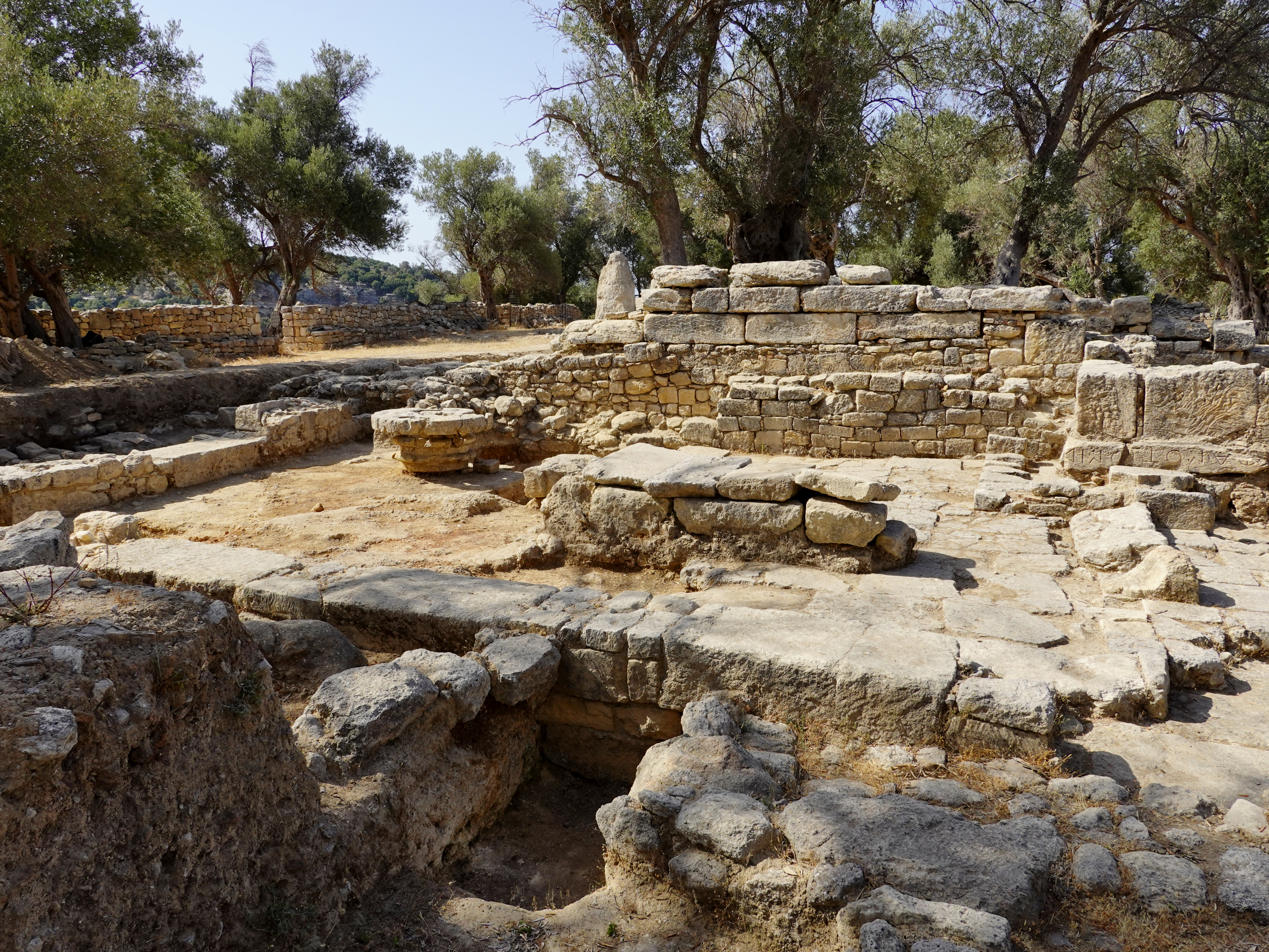
Akropolis von Eleutherna

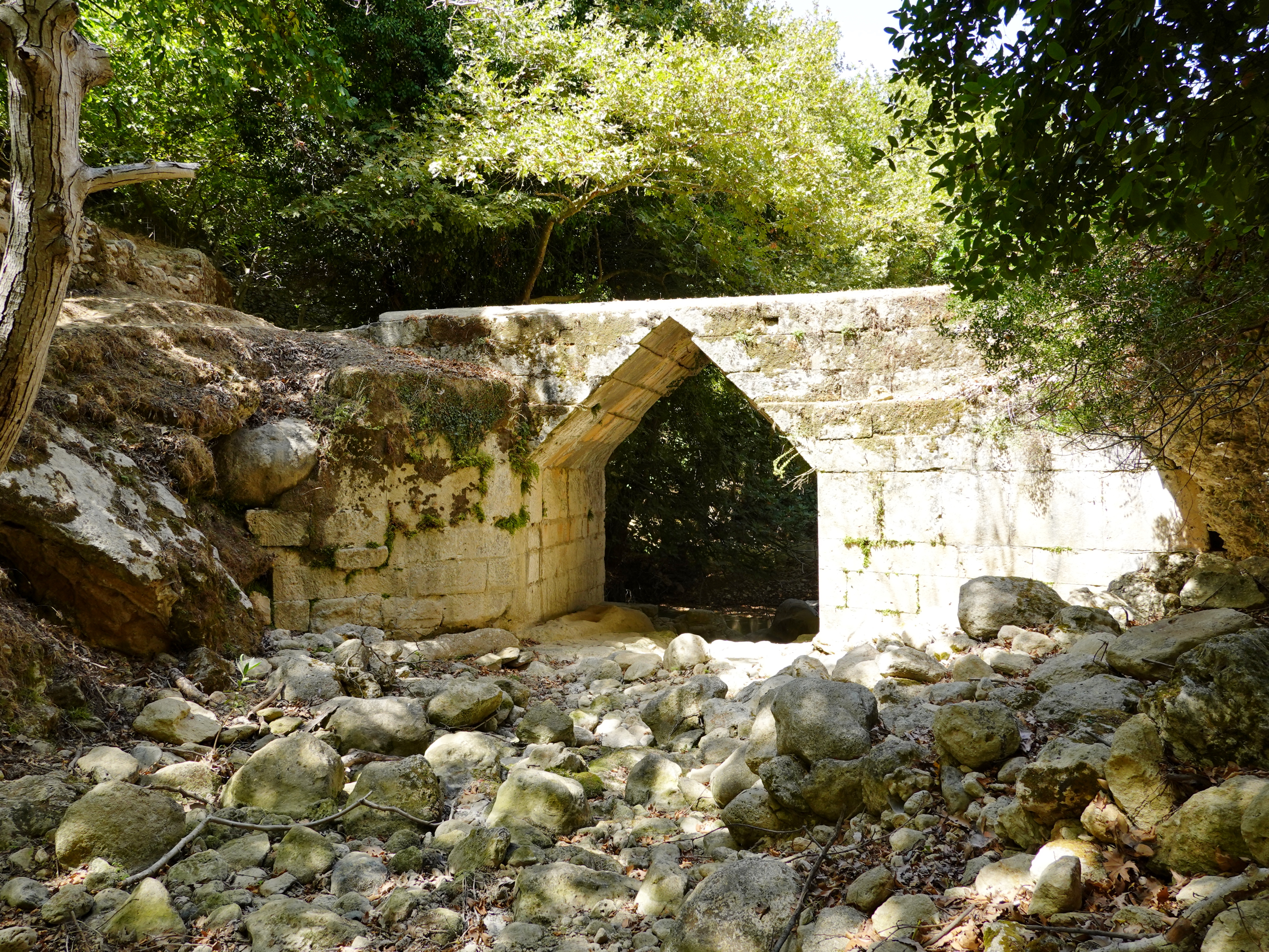
Antike Brücke unweit der Stadt

Eleutherna (altgriechisch Ἐλευθέρνα neugriechische Transkription Eleftherna, auch Pluralform Eleuthernai) war eine antike griechische Stadt auf der Insel Kreta. Sie lag am nordwestlichen Hang des Ida-Gebirges beim heutigen Dorf Eleftherna in der Nähe des Klosters Arkadi.
Die Stadt wurde angeblich von den Kureten gegründet; archäologisch ist Besiedlung seit der spätminoischen Zeit nachgewiesen. Aus der Geschichte Eleuthernas in hellenistischer Zeit sind einige Ereignisse überliefert. 67 v. Chr. wurde es von Quintus Caecilius Metellus Creticus erobert. In der Spätantike war Eleutherna Sitz eines Bischofs. In der Mitte des 5. Jahrhunderts unter Bischof Euphratas entstand eine Basilika, die zu den ältesten auf Kreta gehört. Auf das Bistum geht das Titularbistum Eleutherna der römisch-katholischen Kirche zurück. Die archäologischen Überreste der Stadt sind zuletzt von Petros Themelis erforscht worden.
In der Nähe der Stadt ist eine antike Kragsteinbrücke erhalten, siehe Brücke von Eleutherna.